# Chandule
Chandule, naziv za skupine Guarani Indijanaca koje su u 16. stoljeću živjele na otocima Rio de la Plate i n južnoj strani delte Parane, zbog čega su nazivani i “Guaraní de las islas”. Metraux ih locira između 34°S. širine i 58°W. dužine, odnosno između San Isidra i rijeke Carcarañá, uključujući otok Martín García i današnju obalu argentinske provincije Buenos Aires, Santa Fe i Entre Ríos.
Chandulese pridružiju indijanskoj koaliciji koja se protivila utemeljenju Buenos Airesa 1536. nestaju u ranim 1580-um godinama, nakon što su poraženi u bici za La Matanzu.
Chandule su bili kanu-Indijanci, i uzgajivači raznih kultura, među kojima kukuruz, duhan, manioka, batat, kikiriki, grah i tikvice. Drugi naziv za njih bio je Chandri.